# Алексієво (Кічменгсько-Городецький район)
Алексі́єво (рос. Алексеево) — присілок у складі Кічменгсько-Городецького району Вологодської області, Росія. Входить до складу Кічмензького сільського поселення.

## Населення
Населення — 14 осіб (2010; 22 у 2002).
Національний склад (станом на 2002 рік):
- росіяни — 95 %